# Automixie
 (mars 2023).
Si vous disposez d'ouvrages ou d'articles de référence ou si vous connaissez des sites web de qualité traitant du thème abordé ici, merci de compléter l'article en donnant les références utiles à sa vérifiabilité et en les liant à la section « Notes et références ».
L’automixie (ou parthénogenèse méiotique) est une forme de reproduction non sexuée, mais qui ne correspond pas à une multiplication clonale.
Dans l'automixie, le zygote (diploïde) est issu de la fusion de deux cellules haploïdes, produits méiotiques d’un unique individu femelle. La fusion des deux cellules haploïdes produit un individu qui n’a pas le même génotype que la femelle (il est homozygote pour une partie des allèles hétérozygotes du parent).
Chez les plantes, l’automixie est considérée comme une multiplication végétative par graine (agamospermie). L’oosphère haploïde présente dans le sac embryonnaire, au lieu de fusionner avec un des 2 noyaux fécondants, issus du noyau reproducteur du tube pollinique, fusionne avec une autre cellule haploïde du sac embryonnaire - qui peut être une cellule synergide ou une cellule antipode - pour former une cellule diploïde.
Cette cellule diploïde va former l’embryon de la graine.
L’automixie peut être déclenchée par le pollen et le tube pollinique, qui ne parvient cependant pas à féconder les cellules haploïdes du sac embryonnaire.
L’automixie a des applications en agronomie, en permettant de fixer des caractères génétiques intéressants et en supprimant toute variabilité génétique de ces caractères.